# Ambanja
Ambanja – miasto portowe w północnym Madagaskarze, w prowincji Antsiranana. Położone nad Oceanem Indyjskim, ok. 570 km na północ od stolicy kraju Antananarywy. Według szacunków na 2008 rok liczy 31 423 mieszkańców.